# The Singles 1992-2003
The Singles 1992-2003 es el primer álbum recopilatorio del grupo estadounidense No Doubt. Incluye un nuevo sencillo It's My Life. Este sencillo es considerado uno de los más famosos del grupo. Cuenta con trece de los sencillos de la banda de su tarde tres álbumes de estudio-Tragic Kingdom, Return of Saturn y Rock Steady y la pista del álbum "Trapped in a Box" de su álbum debut, "No Doubt".
Es el último álbum de la banda hasta la fecha y fue liberado junto con el DVD de Rock Steady Live, un vídeo de un concierto como parte de la gira Rock Steady de la banda en 2002, y la caja recopilatoria Boom Box, que contenía The Singles 1992-2003, Todo en el Tiempo, los Videos 1992-2003, y vivir en el Tragic Kingdom.
No Doubt entró en receso en abril de 2003 después de la publicación de los cuatro sencillos de su quinto álbum de estudio, Rock Steady, permitiendo que los cuatro miembros de pasar tiempo con sus seres queridos. Esto también permitió a su cantante, Gwen Stefani, trabajar en su proyecto en solitario, en el que ella ha lanzado dos discos, Love. Ángel. Música. Bebé. en noviembre de 2004 y The Sweet Escape en diciembre de 2006. La banda se reagrupó en septiembre de 2003 para grabar el primer sencillo del álbum, "Es Mi Vida", con el productor Nellee Hooper. Además, en mayo de 2010, la banda se reagrupó de nuevo para empezar a trabajar en su último disco.
El álbum vendió moderadamente bien, siendo certificado doble platino en los Estados Unidos y Canadá, y el platino en Australia. Ha recibido críticas positivas de los críticos de música, que elogiaron la variedad de géneros musicales en el álbum. El álbum fue relanzado el 2 de noviembre de 2010 bajo el título de Icono, con una obra de arte nuevo. Según Nielsen SoundScan, hasta agosto de 2012, el álbum vendió 2 500 000 copias en Estados Unidos.

## Música
El álbum fue un recopilatorio de trece sencillos comercialmente lanzado por la banda de sus anteriores álbumes de estudio Tragic Kingdom, Return of Saturn y Rock Steady, así como la única forma independiente lanzó "Trapped in a Box" del álbum debut de No Doubt, no la duda, y una versión totalmente nueva portada de "It 's My Life". Sin embargo The Singles no incluyen "Happy Now?" y "Hey You", dos sencillos de Tragic Kingdom, ninguno de los cuales fueron un éxito comercial, o "chillido" y "caseta de perro" de The Beacon Street Collection, que eran tanto de forma independiente en libertad. "Las chicas Obtener el bajo en la espalda", una remezcla de "Hey Baby", y una versión acústica en vivo de "Underneath It All" fueron incluidos como temas extra en prensados internacionales del álbum.

## Producción
Siendo un álbum de grandes éxitos y que contiene sólo una canción nueva, la grabación The Singles 1992-2003 tuvo muy poco tiempo en comparación con álbumes de estudio de la banda. La producción se inició en septiembre de 2003 con la grabación de una versión de la canción de Talk Talk "It 's My Life", producido por Nellee Hooper. El video musical para la canción fue filmado por el director David LaChapelle en el Hotel Ambassador de Los Ángeles. Stefani insistió en que sólo porque no hay composición estuvo involucrado en la producción del álbum no significa ningún esfuerzo sería necesario:. la banda tuvo que decidir cuál de sus canciones a incluir y cuáles dejar de lado. Dos meses más tarde, el 25 de noviembre, el álbum fue lanzado junto con el B-side, la rareza, y todo lo demás Remix Collection en el tiempo y caja decodificador Boom.

## Recepción

### Crítica
The Singles 1992-2003, en general fue bien recibida por los críticos de música. Mike McGuirk de Rhapsody describió el álbum como "un verdadero placer para cualquier persona que tenga un gusto por las voces anhelantes de Gwen Stefani y su banda asombrosa habilidad para mezclar el ska, el pop adolescente y hip-hop". Stephen Thomas Erlewine de Allmusic llamó al álbum una "colección estelar", concluyendo que es "el tipo de compilación que reúne los fans de todas las tendencias y convierte los escépticos. Es el paquete de grandes éxitos que [No Doubt] merecen [s]. Anthony Thornton de NME dijo: "a pesar de ser un álbum repleto de drama tanto como la banda se han sufrido, va a ser de los himnos pop que vienen de vuelta para y por suerte hay bastante aquí para mantener incluso los adictos jabón feliz." Sara de McDonnell musicOMH escribió que la música del álbum tenía "gran diversidad" debido a "pick 'n enfoque de la mezcla de estilos musicales" de la banda. los puntos altos fueron "letras de canciones de Gwen Stefani, que se ocupan principalmente de hacer las paces con su propia feminidad" y "el banda colaboraciones con productores de la cadera diversas ", como The Neptunes, Nellee Hooper y Sly and Robbie, y los puntos más bajos fueron del álbum" mezcolanza siento "," lista de canciones al azar "y las" incursiones en Reggae".

## Lista de canciones
| N.º | Título                                   | Escritor(es)                                   | Productor(es)            | Duración |  |
| 1.  | «Just a Girl»                            | Gwen Stefani, Tom Dumont                       | Matthew Wilder           | 3:25     |  |
| 2.  | «It's My Life»                           | Mark Hollis, Tim Friese-Greene                 | Nellee Hooper, No Doubt  | 3:45     |  |
| 3.  | «Hey Baby» (dueto con Bounty Killer)     | G. Stefani, Tony Kanal, Dumont, Rodney Price   | Sly and Robbie, No Doubt | 3:26     |  |
| 4.  | «Bathwater»                              | G. Stefani, Kanal, Dumont                      | Glen Ballard             | 4:00     |  |
| 5.  | «Sunday Morning»                         | Kanal, G. Stefani, Eric Stefani                | Wilder                   | 4:31     |  |
| 6.  | «Hella Good»                             | G. Stefani, Pharrel Williams, Chad Hugo, Kanal | Hooper, No Doubt         | 4:02     |  |
| 7.  | «New»                                    | G. Stefani, Dumont                             | Jerry Harrison, No Doubt | 4:24     |  |
| 8.  | «Underneath It All» (dueto con Lady Saw) | G. Stefani, Dave Stewart                       | Sly and Robbie, No Doubt | 5:02     |  |
| 9.  | «Excuse Me Mr.»                          | G. Stefani, Dumont                             | Wilder                   | 3:04     |  |
| 10. | «Running»                                | G. Stefani, Kanal                              | Hooper, No Doubt         | 4:00     |  |
| 11. | «Spiderwebs»                             | G. Stefani, Kanal                              | Wilder                   | 4:26     |  |
| 12. | «Simple Kind of Life»                    | G. Stefani                                     | Ballard                  | 4:15     |  |
| 13. | «Don't Speak»                            | E. Stefani, G. Stefani                         | Wilder                   | 4:22     |  |
| 14. | «Ex-Girlfriend»                          | G. Stefani, Dumont, Kanal                      | Ballard                  | 3:31     |  |
| 15. | «Trapped In A Box»                       | E. Stefani, Dumont, G. Stefani, Kanal          | No Doubt, Dito Godwin    | 3:23     |  |

| International bonus tracks |                                                                             |                                                               |          |  |
| N.º                        | Título                                                                      | Escritor(es)                                                  | Duración |  |
| 16.                        | «Girls Get the Bass in the Back» ("Hey Baby" remix featuring Bounty Killer) | G. Stefani, Kanal, Dumont, Price; remezclado por Philip Steir | 6:15     |  |

## Certificaciones
| País           | Organismo certificador | Certificación | Unidades certificadas / Ventas |
| -------------- | ---------------------- | ------------- | ------------------------------ |
| Alemania       | BVMI                   | Oro           | 100 000                        |
| Argentina      | CAPIF                  | Oro           | 20 000                         |
| Australia      | ARIA                   | Platino       | 70 000                         |
| Canadá         | Music Canada           | 2× Platino    | 200 000                        |
| Estados Unidos | RIAA                   | 2× Platino    | 2 000 / 2 474 000              |
| México         | AMPROFON               | Oro           | 50 000                         |
| Noruega        | IFPI (Noruega)         | Platino       | 40 000                         |
| Nueva Zelanda  | Recorded Music NZ      | Platino       | 15 000                         |
| Reino Unido    | BPI                    | 2× Platino    | 600 000                        |
| Suiza          | IFPI (Suiza)           | Oro           | 20 000                         |